# Aéroport de Soukhoumi-Dranda
L'Aéroport de Soukhoumi-Dranda  (code IATA : SUI • code OACI : UGSS) est l'aéroport principal de la République d'Abkhazie, qui a fait sécession de la Géorgie. Il est également connu sous le nom alternatif d'Aéroport Sukhum Babushara, les villages de Dranda et de Babushara étaient tous les deux situés tout près. L'aéroport a été construit dans les années 1960, alors que la Géorgie faisait partie de l'URSS. 
L'aéroport a été gravement endommagé dans les années 1990 en raison de la guerre d'Abkhazie opposant indépendantistes abkhazes et surtout les Russes aux Géorgiens. Trois avions de ligne furent abattus ou détruits au sol. L'aéroport, utilisé aujourd'hui par l'Armée de l'air russe, dispose d'une unique piste en béton de 3 661 mètres. L’ autre aéroport d'Abkhazie est celui de Goudaouta.

## Situation
| Koutaïssi Ambrolaouri Natakhtari Batoumi Mestia Tbilissi Soukhoumi |